# Lucrezia Loredan
Lucrezia Loredan, född 1446, död 1528, var regerande dam av Antiparos. 
Hon var dotter till Giovanni Loredan, herre av Antiparos, och Maria Sommaripa. Hon gifte sig två gånger: första gången med Francesco Crispo, och andra gången med Paolo Paterno. Hon ärvde titeln och förläningen som dam av Antiparos av sin far. 
År 1510 flydde hennes släkting Taddea Caterina Loredano till henne undan sin make Francesco III Crispo, som följde efter henne dit och mördade henne trots att Lucrezia Loredan försökte skydda henne.
Lucrezia Loredan avled 1528 och efterträddes av sin dotterdotter Adriana Crispo.